# Francis B. Stockbridge

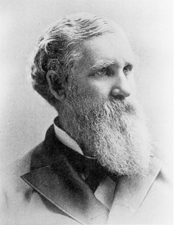
Francis B. Stockbridge

Francis Brown Stockbridge, född 9 april 1826 i Bath, Maine, död 30 april 1894 i Chicago, Illinois, var en amerikansk republikansk politiker. Han representerade delstaten Michigan i USA:s senat från 1887 fram till sin död.
Stockbridge var verksam inom handeln och timmerbranschen. Han flyttade 1863 till Kalamazoo. Han var 1869 ledamot av Michigan House of Representatives, underhuset i delstatens lagstiftande församling, och 1871 ledamot av delstatens senat. Han blev 1875 utnämnd till chef för USA:s diplomatiska beskickning i Nederländerna men tillträdde aldrig ämbetet.
Stockbridge efterträdde 1887 Omar D. Conger som senator för Michigan. Han omvaldes 1893. Han avled 1894 i ämbetet och efterträddes av John Patton. Stockbridge gravsattes på Mountain Home Cemetery i Kalamazoo.